# جيمس داي (صحفي)
جيمس داي (بالإنجليزية: James Day)‏ هو صحفي أمريكي، ولد في 22 ديسمبر 1918 في ألاميدا في الولايات المتحدة، وتوفي في 24 أبريل 2008 في نيويورك في الولايات المتحدة.